# Rezerwat przyrody Kretówki
Kretówki – rezerwat przyrody znajdujący się na terenie gmin Haczów i Jasienica Rosielna w województwie podkarpackim. Leży w otulinie Czarnorzecko-Strzyżowskiego Parku Krajobrazowego.
numer według rejestru wojewódzkiego – 13
powierzchnia – 95,88 ha (akt powołujący podawał 40,54 ha, w 1960 roku powiększony do 95,27 ha)
dokument powołujący – M.P. z 1959 r. nr 51, poz. 245, zmieniony przez: M.P. z 1960 r. nr 89, poz. 402
rodzaj rezerwatu – florystyczny
przedmiot ochrony (według aktu powołującego) – naturalne stanowisko cisa w wielogatunkowym lesie mieszanym
Rezerwat ten został utworzony w 1959 roku. Położony jest na zalesionym paśmie wzgórz, na terenie miejscowości Jabłonica Polska i Orzechówka, na południowy wschód od miejscowości Wola Komborska i jej przysiółka Kretówki. Na obszarze lasu mieszanego o powierzchni 95,88 ha występuje ponad 400 sztuk cisów. Niektóre z nich liczą do 16 metrów wysokości i do 250 lat. Pojedynczo występują pomnikowe drzewa – dęby, jesiony, lipy. Z chronionych roślin żyją tu: wawrzynek wilczełyko, bluszcz pospolity, widłak jałowcowaty. Osobliwością jest występowanie sałatnicy leśnej – gatunku chronionego dla flory wschodniokarpackiej.
Obszar rezerwatu Kretówki leży na terenie leśnictwa Wola Komborska (Nadleśnictwo Kołaczyce), a nadzór nad nim sprawuje Regionalny Dyrektor Ochrony Środowiska w Rzeszowie. Jest to rezerwat częściowy tzn. wstęp do niego jest dozwolony, nie wolno jednak wjeżdżać pojazdami mechanicznymi. W rezerwacie znajduje się zadaszona altana oraz ścieżka przyrodniczo-edukacyjna z tablicami tematycznymi.
W pobliżu zlokalizowany jest rezerwat „Cisy w Malinówce”.